# Il ritorno dalla villeggiatura
Il ritorno dalla villeggiatura è un'opera teatrale in tre atti in prosa di Carlo Goldoni scritta nel 1761 e rappresentata per la prima volta nel Teatro San Luca di Venezia durante l'autunno di quell'anno, a fine novembre. La commedia incontrò un discreto successo di pubblico, ma nonostante ciò fu replicata soltanto per altre quattro volte. 
Si tratta della terza e conclusiva parte della cosiddetta Trilogia della villeggiatura e pertanto costituisce il seguito de Le smanie per la villeggiatura e de Le avventure della villeggiatura.

## Trama
Livorno. Tornati dalla villeggiatura a Montenero, Leonardo e Vittoria, carichi di debiti, sono presi d'assalto dai creditori, mentre Giacinta, ancora corteggiata dal giovane Guglielmo, rinuncia ai suoi veri sentimenti in nome della ragione: sposerà Leonardo con cui si trasferirà a Genova, in modo da stare lontana da Guglielmo, il quale infine si sposerà con Vittoria. 

## Poetica
Con quest'opera, il commediografo veneziano consolida l'immagine di una borghesia che privilegia l'apparire all'essere. Tematica principale è il ravvedimento generale dalle pazzie delle vacanze. Scrisse Goldoni nella prefazione per l'edizione a stampa: Egli è vero che alla fine della seconda questa terza è promessa, ed ho lasciato ad arte qualche cosa indecisa per continuare il soggetto nella seguente; ma con dieci righe di più si poteva nella seconda terminare l'azione perfettamente. Ho voluto lasciarmi libero il campo per una terza Commedia, la quale servisse come di conclusione alle due precedenti, per provare la follia delle smoderate villeggiature.